# The End of Heartache
The End of Heartache è il terzo album della band metalcore americana Killswitch Engage, pubblicato nel maggio 2004. È il primo album con la nuova voce del gruppo Howard Jones, della band Blood Has Been Shed, sostituendo Jesse Leach. Mentre Justin Foley, anch'egli nei Blood Has Been Shed, sostituì Tom Gomes, che lasciò la band per motivi personali.
La nuova formazione suonò nel 2003 all'Ozzfest e al MTV2 Headbangers Ball tour. Il primo singolo estratto fu When Darkness Falls, incluso nel film Freddy vs. Jason del 2003. The End of Heartache viene pubblicato l'11 maggio 2004, e l'album debuttò nella top 40 australiana il 17 maggio successivo.

## Tracce
1. A Bid Farewell – 3:55
2. Take This Oath – 3:46
3. When Darkness Falls – 3:52
4. Rose of Sharyn – 3:36
5. Inhale – 1:15
6. Breathe Life – 3:18
7. The End of Heartache – 4:58
8. Declaration – 3:01
9. World Ablaze – 4:59
10. And Embers Rise – 1:11
11. Wasted Sacrifice – 4:18
12. Hope Is... – 4:21

Tracce bonus del 2005
1. Irreversal – 3:49
2. My Life For Yours – 3:34
3. The End of Heartache (Resident Evil Version) – 4:05
4. Life To Lifeless (Live) – 3:22
5. Fixation On The Darkness (Live) – 3:40
6. My Last Serenade (Live) – 4:00

## Formazione
- Howard Jones – voce
- Adam Dutkiewicz – chitarra
- Joel Stroetzel – chitarra
- Mike D'Antonio – basso
- Justin Foley – batteria

## Classifiche
| Classifica (2004) | Posizione massima |
| ----------------- | ----------------- |
| Australia         | 39                |
| Stati Uniti       | 21                |